# Ingeborg Steffens
Ingeborg Steffens, född 3 oktober 1907, död 27 april 1982, var en norsk skådespelare.
Steffens var dotter till generalmajor William Steffens (1880–1964) och Anette Eger (1884–1944). Hon var gift med skådespelaren Georg Richter i dennes första giftermål.
Steffens var engagerad vid Det Nye Teater 1930–1947. Därutöver gjorde hon tre filmroller 1951–1952. Hon debuterade 1951 i Astrid Henning-Jensens Kranes konditori och medverkade därefter i Ukjent mann (1951) och Andrine og Kjell (1952).

## Filmografi
- 1951 – Kranes konditori
- 1951 – Ukjent mann
- 1952 – Andrine og Kjell